# Джаксон, Уильям
Уильям Джаксон (англ. William Juxon; Чичестер, 1582 — Ламбет, 4 июня 1663) — епископ Лондонский (1633—1649), 77-й архиепископ Кентерберийский (1660—1663).

## Биография

### Происхождение
Уильям Джаксон был вторым сыном Ричарда Джаксона, архивиста и казначея епископов Чичестера. Его дед Джон Джаксон жил в Лондоне, поскольку семья Джаксонов в течение долгого времени была связана с одной из так называемых «гильдийных компаний» — «Почтенной коммерческой портновской компанией», ведущей свою историю от средневековой ремесленной гильдии.

### Ранние годы
Уильям начал своё образование в начальной школе при Чичестерском соборе и в 1595 году продолжил его в школе, основанной в 1561 году членами всё той же компании Merchant Taylors. В 1602 году он поступил колледж Иоанна Богослова Оксфордского университета, который окончил в 1603 году со степенью бакалавра гражданского права (вероятно, в 1622 году он получил степень доктора гражданского права).
По окончании университета Джаксона избрали преподавателем колледжа Иоанна Богослова, в 1606 году он был посвящён в дьякона, а в 1607 — в священника. В 1610 году он был назначен викарием прихода Сент-Джайлз в Оксфорде, в 1616 году оставил приход, став ректором церкви в Сомертоне (Оксфордшир).
В 1611 году Джаксон в качестве члена колледжа сыграл заметную роль при выборах Уильяма Лода президентом колледжа Святого Иоанна, в 1621 год тот, в свою очередь, помог Джаксону занять это место после отставки Лода. В 1626—1627 и 1627—1628 учебных годах Уильям Джаксон занимал должность вице-канцлера Оксфордского университета, обратил на себя внимание короля Карла I и в конце 1627 года стал королевским капелланом, а в 1628 — деканом Вустерского собора.

### Иерарх и государственный деятель
В 1632 году Джаксон возглавил коллегию королевских капелланов в должности «клерка Кабинета», в 1633 году Карл собирался назначить его на епископскую кафедру Херефорда, но ещё до рукоположения Джаксона ситуация изменилась. После смерти архиепископа Кентерберийского Джорджа Эббота епископ Лондонский Уильям Лод был перемещён на Кентерберийскую кафедру, а Уильям Джаксон стал епископом Лондонским и заменил Лода в должностях декана королевских часовен, но оставил место клерка Кабинета. В бумагах архиепископа Лода сохранились упоминания о проблемах Лондонской епархии при Джаксоне — в частности, он отмечал низкий уровень церковной дисциплины приходских священников.
В 1636 году Джаксон стал лордом-казначеем Англии, то есть первым епископом на государственной должности с XV века (одновременно он вошёл в число членов Тайного совета). Можно предположить, что епископ Лондонский считал новый род своих занятий чуждым для себя и поэтому счёл за благо не производить в финансовом ведомстве радикальных перемен (он даже не вернул под прямое управление короны таможни, оставив их в руках частных откупщиков). Исследователи отмечают повышение доходов казны в период участия Джаксона в фискальных делах королевства, однако епископ ушёл в отставку с несвойственного ему доходного места в 1641 году, спустя короткое время после обвинения в государственной измене и казни Томаса Вентворта, которого он безуспешно пытался защитить.

### Англиканин среди пуритан
В 1640 году Конвокация Кентербери и Йорка (совместное собрание духовенства и мирян двух важнейших провинций Англиканской церкви) одобрила так называемые каноны 1640 года, встреченные пуританами как незаконное посягательство на их свободы. Джаксон был одним из пяти епископов, отсутствовавших в Палате лордов в день, когда каноны подлежали утверждению, поэтому в 1641 году Долгий парламент не подверг его процедуре импичмента. С началом Гражданской войны Джаксон никаким образом не участвовал в боевых действиях против парламента и не оказывал содействия королевской армии, в силу чего ему было разрешено жить в Фулхэме до тех пор, пока не был продан епископский дворец (резиденция епископа Лондонского). Последующие революционные годы Джаксон провёл в имениях своего брата Джона в Суссексе и Глостершире (по другим сведениям — в Уорикшире). Тем не менее, в 1644 году на процессе архиепископа Кентерберийского Лода он выступал в защиту подсудимого, а в 1648 году участвовал в переговорах короля Карла с парламентом на острове Уайт, позднее оставался с ним в ходе суда и на эшафоте в 1649 году, а также организовал похороны казнённого в разорённой домовой часовне Святого Георгия Виндзорского замка, без отпевания. В 1649 году Джаксон был лишён титула епископа Лондонского и в 1650-х оставался действующим англиканским священником в Литтл Комптоне (Глостершир).

### Архиепископ Кентерберийский
В августе 1660 года Уильям Джаксон вернулся в Лондон, и 3 сентября того же года новый король Карл II дал согласие на вручение Джаксону Кентерберийской архиепископской кафедры, пустовавшей после казни Уильяма Лода в 1645 году. В силу преклонного возраста он уступил многие свои полномочия в управлении церковью епископу Лондонскому Гилберту Шелдону, не проявлял сколь-нибудь определённого отношения к церковному нонконформизму, но уделял много внимания возмещению материального ущерба, понесённого Англиканской церковью; его также обвиняли в непотизме. Только в 1663 году Джаксон вновь вошёл в Тайный совет.
Уильям Джаксон умер неженатым и бездетным 4 июня 1663 года в Ламбете и похоронен 9 июля 1663 года в часовне колледжа Иоанна Богослова, своей alma mater.